# Irische Fußballnationalmannschaft (U-19-Junioren)
Die irische Fußballnationalmannschaft der U-19-Junioren ist die Auswahl irischer Fußballspieler der Altersklasse U-19. Sie repräsentiert die Football Association of Ireland auf internationaler Ebene, beispielsweise in Freundschaftsspielen gegen die Auswahlmannschaften anderer nationaler Verbände, aber auch bei der seit 2002 in dieser Altersklasse ausgetragenen Europameisterschaft. Die Mannschaft konnte sich dreimal für die Endrunde qualifizieren und erreichte da zweimal das Halbfinale und einmal das Spiel um Platz 3, als es kein Halbfinale bei der ersten Austragung gab. Nur dreimal wurde die erste Qualifikationsrunde nicht überstanden.

## Teilnahme an U-19-Europameisterschaften
- 2002: 4. Platz
- 2003: nicht qualifiziert (in der 2. Runde gescheitert)
- 2004: nicht qualifiziert (in der 2. Runde gescheitert)
- 2005: nicht qualifiziert (in der Eliterunde gescheitert)
- 2006: nicht qualifiziert (in der Eliterunde gescheitert)
- 2007: nicht qualifiziert (in der Eliterunde gescheitert)
- 2008: nicht qualifiziert (als siebtbester Gruppendritter die Eliterunde verpasst)
- 2009: nicht qualifiziert (in der Eliterunde gescheitert)
- 2010: nicht qualifiziert (in der Eliterunde gescheitert)
- 2011:  Halbfinale
- 2012: nicht qualifiziert (in der Eliterunde gescheitert)
- 2013: nicht qualifiziert (in der Eliterunde gescheitert)
- 2014: nicht qualifiziert (in der Eliterunde gescheitert)
- 2015: nicht qualifiziert (in der Eliterunde gescheitert)
- 2016: nicht qualifiziert (als fünftschlechtester Gruppendritter die Eliterunde verpasst)
- 2017: nicht qualifiziert (in der Eliterunde gescheitert)
- 2018: nicht qualifiziert (in der Eliterunde gescheitert)
- 2019: Halbfinale
- 2020: abgesagt, nicht qualifiziert (als sechstschlechtester Gruppendritter die abgesagte Eliterunde verpasst)
- 2022: nicht qualifiziert (in der Eliterunde gescheitert)

| Bilanz     | Bilanz | Bilanz | Bilanz | Bilanz      | Bilanz | Bilanz    | Bilanz       |
| Runde      | Spiele | Siege  | Remis  | Niederlagen | Tore   | Gegentore | Tordifferenz |
| ---------- | ------ | ------ | ------ | ----------- | ------ | --------- | ------------ |
| 1. Runde   | 057    | 39     | 06     | 12          | 134    | 079       | 85           |
| Eliterunde | 050    | 20     | 09     | 21          | 069    | 065       | 04           |
| Endrunde   | 012    | 04     | 02     | 06          | 012    | 023       | -11          |
| Gesamt     | 119    | 63     | 17     | 39          | 215    | 137       | 78           |